# سن-بارنابه، کبک
سَن-بارنابه (به فرانسوی: Saint-Barnabé) قصبه‌ای در منطقه شهری ماسکینونژه ناحیه موریسی در استان کبک کانادا است. در سرشماری سال ۲۰۱۱ این قصبه ۱٬۲۱۲ نفر جمعیت داشته‌است و مساحت آن ۵۸٫۸۱ کیلومتر مربع است.